# Tulynzi
Tulynzi (ukrainisch Тулинці; russisch Тулинцы Tulinzy) ist ein Dorf im Süden der ukrainischen Oblast Kiew mit etwa 380 Einwohnern (2001).

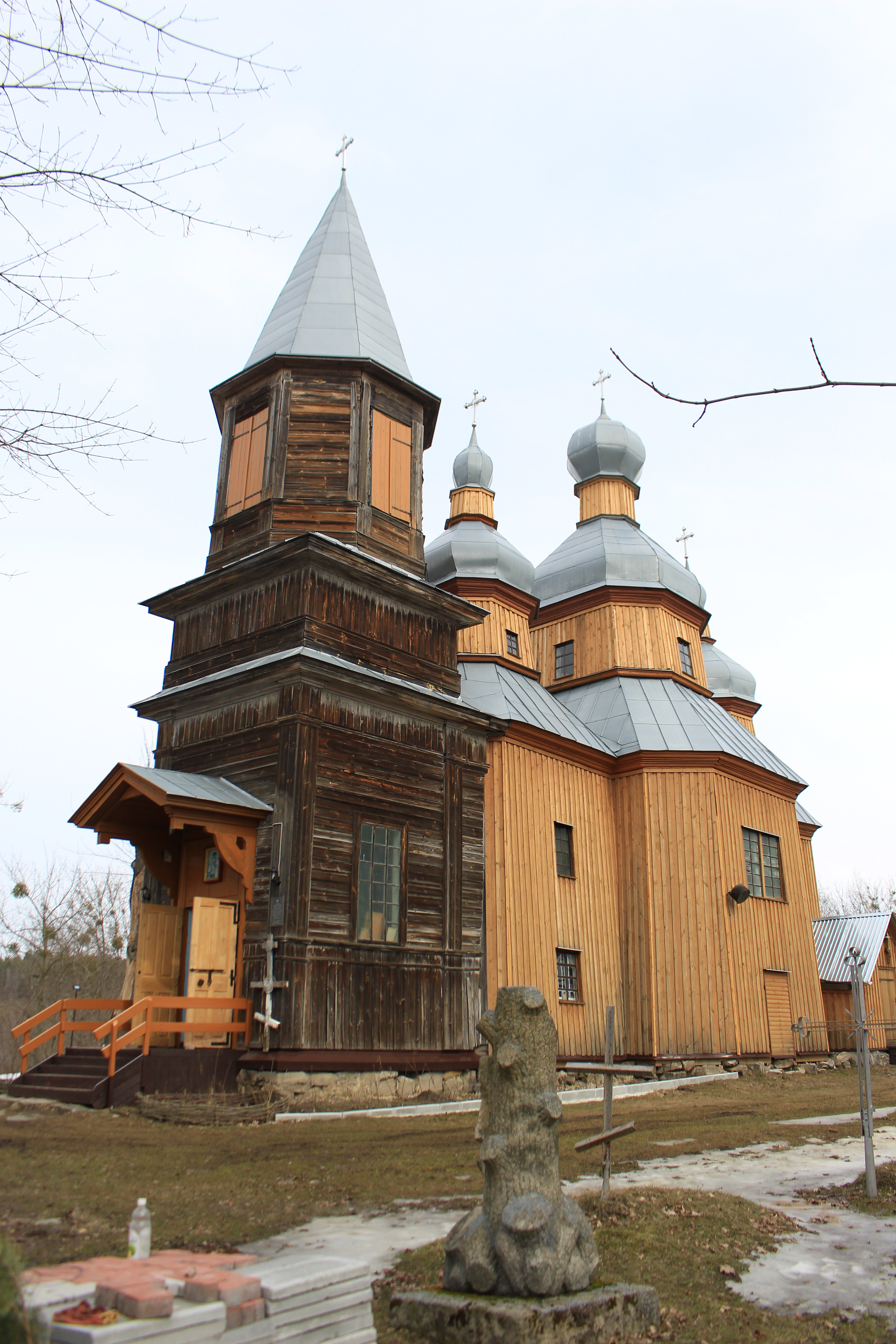
Denkmalgeschützte Geburtskirche der Jungfrau Maria 2018

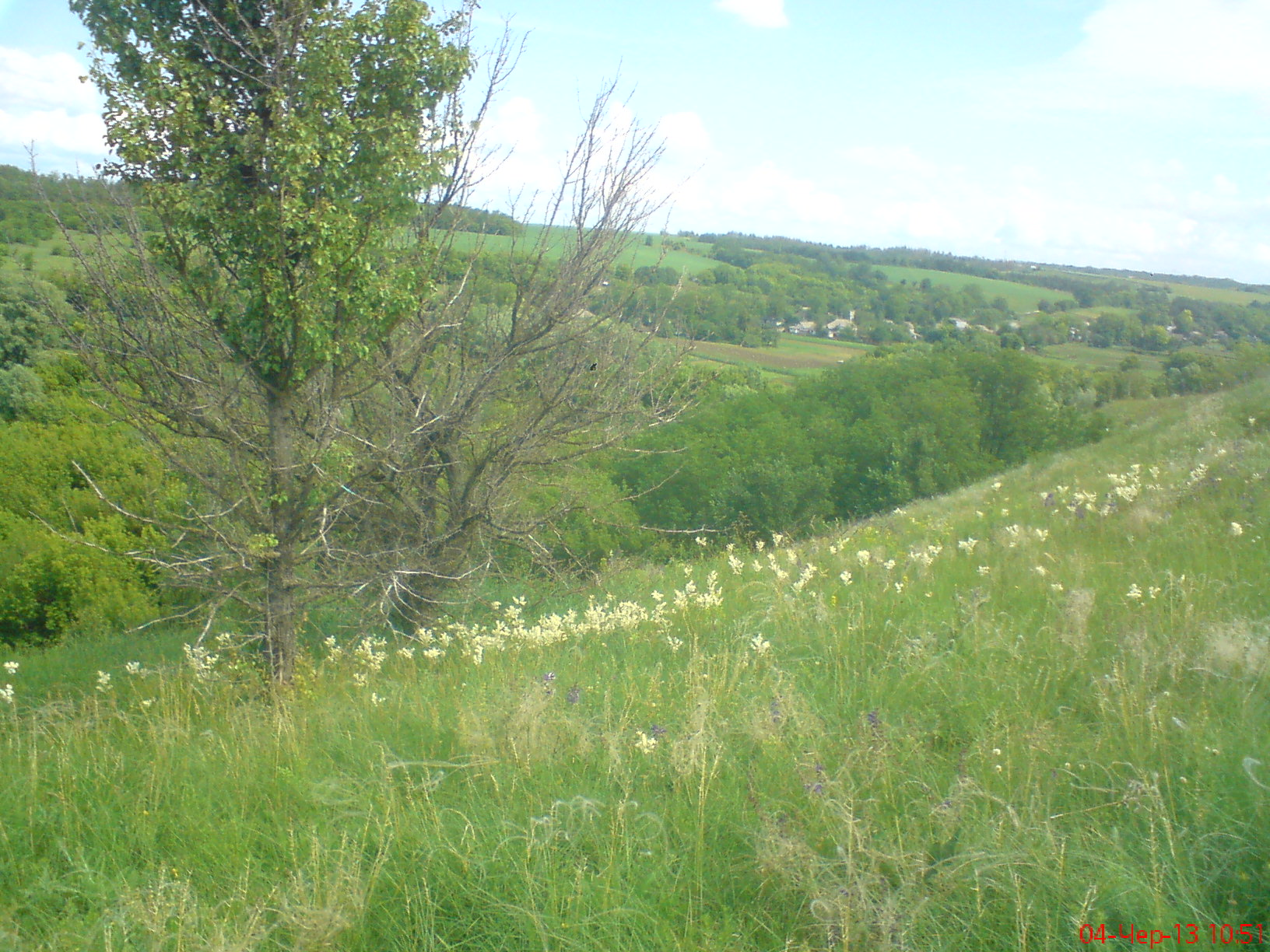
Naturschutzgebiet Тулинецькі Переліски

In dem erstmals 1600 schriftlich erwähnten Dorf befindet sich mit der  Geburtskirche der Jungfrau Maria, einer Holzkirche aus dem 17./18. Jahrhundert, ein architektonisches Denkmal. Im Gemeindegebiet liegt das von Steppenvegetation mit mehr als 300 Pflanzenarten geprägte, 88 ha große Naturschutzgebiet „Tulynezki Perelisky“ (Тулинецькі Переліски).
Die Ortschaft liegt an der Grenze zur Oblast Tscherkassy auf einer Höhe von 142 m am Ufer der Schewelucha (Шевелуха), einem 22 km langen, linken Nebenfluss der Rossawa (Росава), 25 km nordöstlich vom ehemaligen Rajonzentrum Myroniwka und etwa 100 km südöstlich vom Oblastzentrum Kiew. Nördlich vom Dorf verläuft die Fernstraße N 02 (Regionalstraße P–19).
Am 12. Juni 2020 wurde das Dorf ein Teil der neugegründeten Stadtgemeinde Myroniwka, bis dahin bildete es die gleichnamige Landratsgemeinde Tulynzi (Тулинська сільська рада/Tulynska silska rada) im Nordosten des Rajons Myroniwka.
Am 17. Juli 2020 kam es im Zuge einer großen Rajonsreform zum Anschluss des Rajonsgebietes an den Rajon Obuchiw.